# Керстинг, Вальтер Мария
Вальтер Мария Керстинг (нем. Walter Maria Kersting; 8 июля 1889 года, Мюнстер, Германская империя — 5 мая 1970 года, Вагинг-ам-Зе, Федеративная Республика Германия) — немецкий архитектор и дизайнер.

## Биография

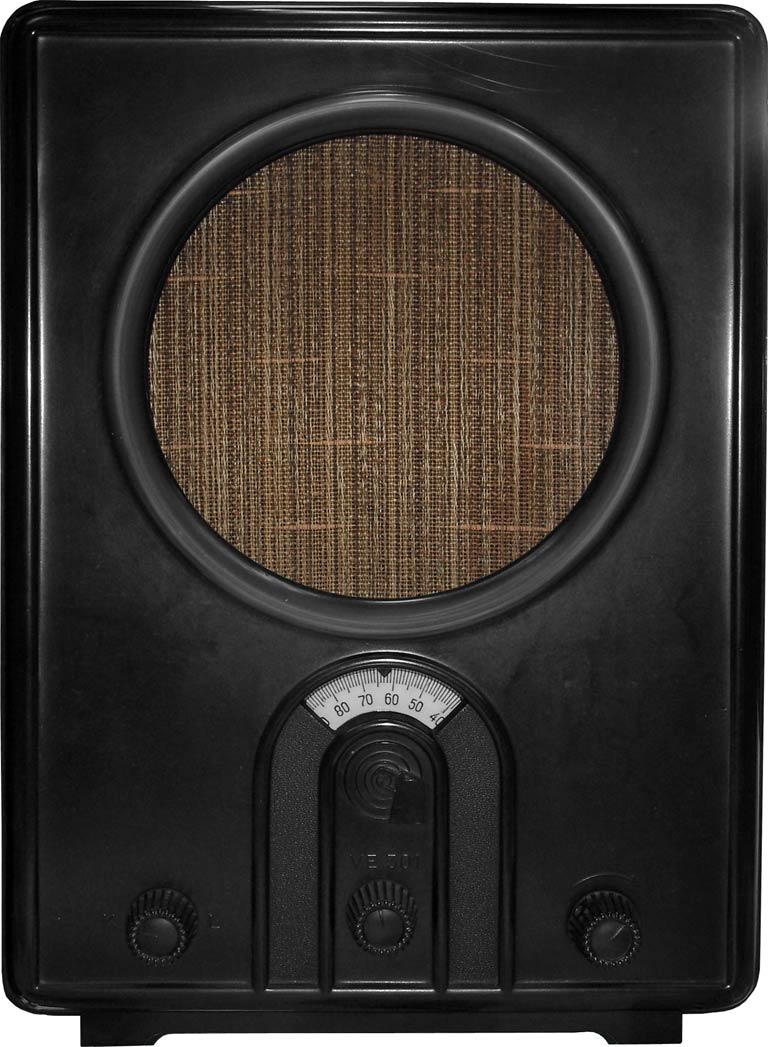
«Народный радиоприёмник» модели VE 301W, 1933 год

Вальтер Мария Керстинг родился 8 июля 1889 года в Мюнстере, в земле Северный Рейн-Вестфалия Германской империи. В 1928 году он опубликовал «Иллюстрированную книгу для предпринимателей» (нем. Bilderbuch für kaufleute, изданную в Веймаре издательством «Dietsch & Brückner». Это была рекламная брошюра, содержащая примеры каталогов, плакатов и упаковок, дизайн которых разработали Вальтер Керстинг и его жена в простом и функциональном стиле. С 1927 по 1932 год Керстинг являлся профессором художественного и технического формообразования в Kölner Werkschulen. Вместе со своими студентами он спроектировал бакелитовый корпус для «Народного радиоприёмника» модели VE 301, которая была представлена на берлинской радиовыставке 1933 года, и впоследствии в связи с характерной формой и большим объёмом продаж стала «дизайн-иконой» нацистской эпохи.

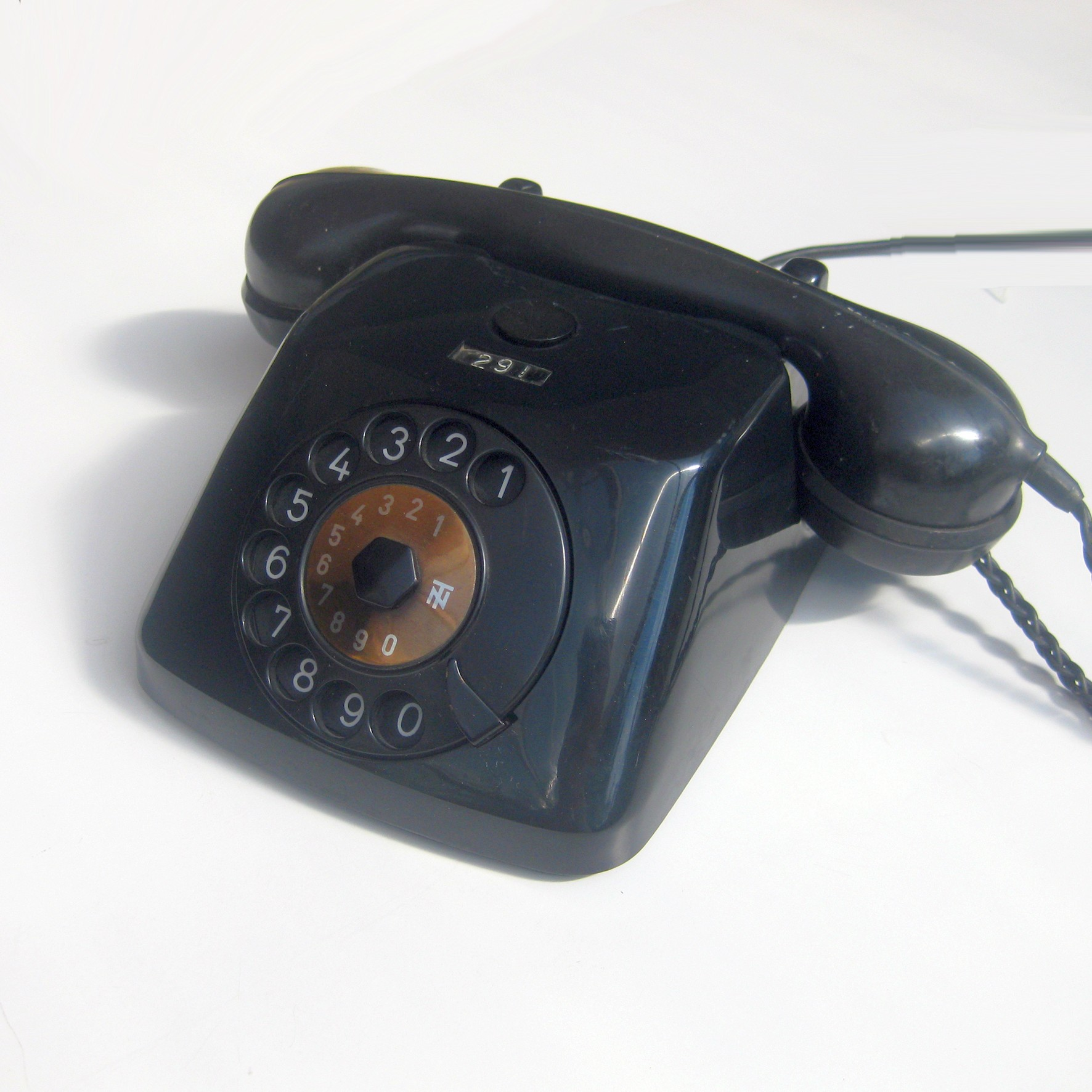
Телефон, спроектированный для фирмы T&N. 1950-е.

После Второй мировой войны Керстинг со своим сыном основал автомобилестроительную компанию «Kersting-Modellbauwerkstätten GmbH» в Вагинг-ам-Зе, в Верхней Баварии. В 1964 году примеры его работы были показаны на выставке современного искусства и дизайна «documenta III».

## Публикации
- Bilderbuch für kaufleute. Weimar, Dietsch & Brückner a.-g., 1928.
- Die lebendige Form; Serienmodell und Massenfabrikation. Berlin-Tempelhof, Leonardo-Presse, 1932.
- Noch stärkere Reklame? Reklame-Lähmung u. Reklame-Totpunkt. Berlin-Tempelhof, Leonardo-Presse, 1933.
- Internationaler Kongreß für Formgebung. B, Formgeber als Massenware? Darmstadt; Berlin, 1957.